# Mitterskirchen
Mitterskirchen é um município da Alemanha, situado no distrito de Rottal-Inn, no estado da Baviera. Tem 24,77 km² de área, e sua população em 2019 foi estimada em 2.155 habitantes.